# Eusarsiella fallomagna
Eusarsiella fallomagna is een mosselkreeftjessoort uit de familie van de Sarsiellidae. De wetenschappelijke naam van de soort is voor het eerst geldig gepubliceerd in 1994 door Kornicker.